# Dogado
Dogado hay Công quốc Venezia là từ được sử dụng để chỉ rõ một triều đại của quan Tổng trấn và tên gọi dành cho quê hương của Cộng hòa Venezia do quan Tổng trấn đứng đầu.
Thuật ngữ này tương đương với Ducato (công quốc), nó cho các thị quốc Ý (không giống như Venezia) một vị công tước trong vai trò là nguyên thủ quốc gia cha truyền con nối. Nó bao gồm thành phố Venezia và dải ven biển hẹp từ Loreo đến Grado, mặc dù các biên giới sau này được mở rộng từ Goro về phía nam, và Polesine Padovano về phía tây, Trevisano và Friuli ở phía bắc và cửa sông Isonzo về phía đông.
Ngoài Venezia, thủ đô và một thị quốc trên thực tế của riêng mình, chính quyền của Dogado được chia thành chín quận bắt đầu từ phía bắc: Grado, Caorle, Torcello, Murano, Malamocco, Chioggia, Loreo, Cavarzere và Gambarare. Thay thế cho các quan bảo dân (do dân chúng bầu lên) và gastald trước kia (tương ứng với quan Tổng trấn), trong thời kỳ Cộng hòa từng quận được dẫn dắt bởi một patrikios với chức danh podestà, với ngoại lệ là Grado do một bá tước đứng đầu.
Nó là một trong ba phân khu trong số thuộc địa của nước Cộng hòa, hai chỗ khác là Stato da Màr ("Hải quốc") và Domini di Terraferma ("lãnh thổ lục địa").